# ویلفرد مویمبه
ویلفرد مویمبه (انگلیسی: Wilfried Moimbé؛ زادهٔ ۱۸ اکتبر ۱۹۸۸) بازیکن فوتبال اهل فرانسه است.
از باشگاه‌هایی که در آن بازی کرده‌است می‌توان به باشگاه فوتبال استاد برستوا ۲۹، باشگاه فوتبال نانت، باشگاه فوتبال استاد رنس، باشگاه فوتبال بوردو، و باشگاه فوتبال آژاکسیو اشاره کرد.